# Апоксиомен

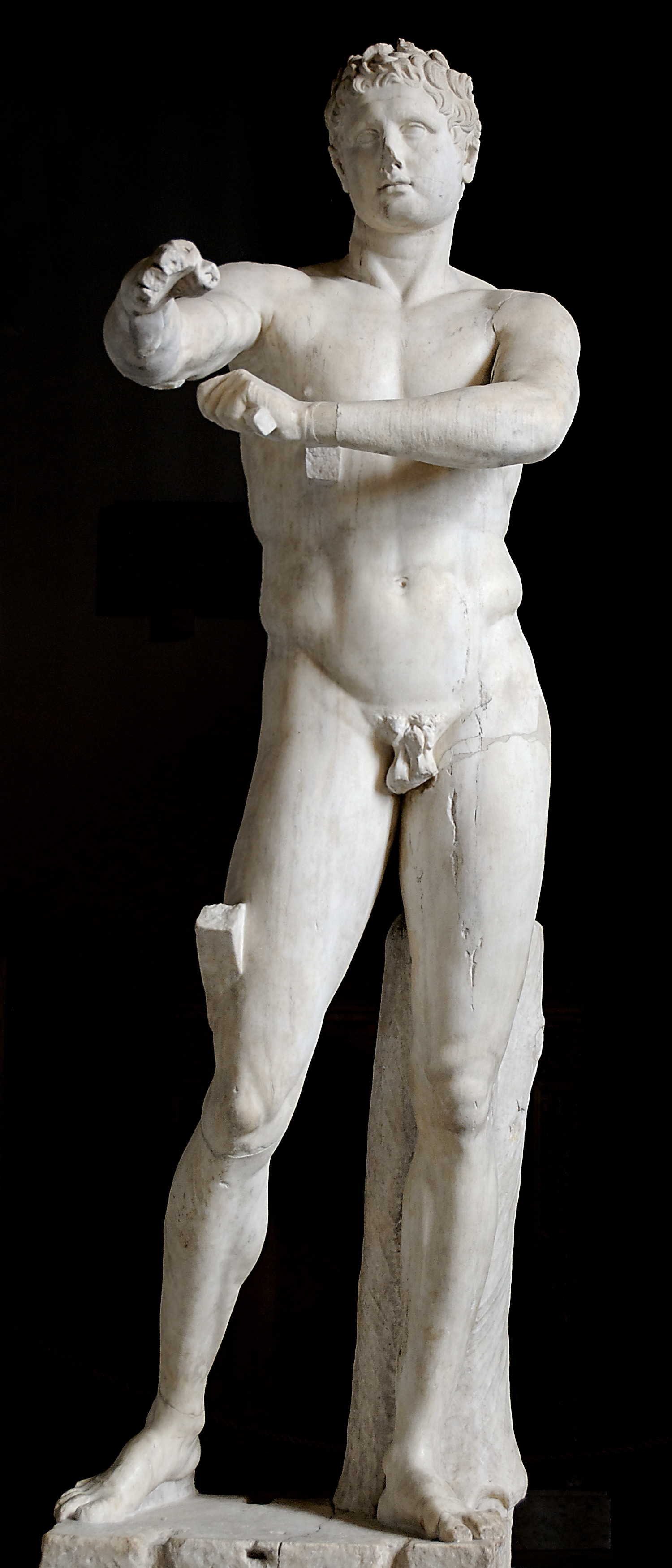
Апоксиомен в Музее Пио-Клементино в Ватикане

Апоксиомен (др.-греч. Ἀποξυόμενος — скребущий себя) — тип древнегреческой статуи, изображающей фигуру атлета, очищающего себя стригилем (скребком) от смеси песка, пыли, грязи и пота после состязаний.

## Апоксиомен Лисиппа
Наиболее известным произведением этого типа является «Апоксиомен» работы выдающегося древнегреческого скульптора второй половины IV в. до н. э. Лисиппа из Сикиона, созданный в бронзе в 330 году до н. э. Плиний Старший назвал бронзовую статую Апоксиомена главным произведением Лисиппа. В «Естественной истории» Плиния говорится, что римский полководец Марк Випсаний Агриппа установил статую Лисиппа в своих термах, которые он воздвиг в Риме около 20 года до н. э. Позднее император Тиберий так полюбил статую, что «перенёс её в свою спальню, заменив другой статуей, но римский народ настолько не мог примириться с этим, что криками в театре потребовал поставить Апоксиомена на прежнее место». Бронзовый оригинал Лисиппа не сохранился. Лучшая из позднейших реплик из пентелийского мрамора находится в Музее Пио-Клементино в Ватикане. Её обнаружили в 1849 году при раскопках в римском районе Трастевере (по правому берегу Тибра).
Лисипп был придворным скульптором Александра Македонского. Его Стиль соответствовал духу эпохи великих македонских завоеваний IV в. до н. э. Он выражает динамику, культ силы и власти. Статуя Апоксиомена (даже с учётом возможных неточностей позднейшей реплики) характерна удлинёнными пропорциями, свойственными эстетике относительно позднего периода античного искусства: необычно маленькая голова, противоречащая «канону Поликлета», слишком короткий торс, длинные ноги и сравнительно тонкие руки. Удлинённые пропорции, беспокойные силуэты и натуралистические детали — свойства эллинистического искусства. В сравнении с произведениями Лисиппа фигуры, созданные Поликлетом в период высокой классики (середина V в. до н. э.), кажутся тяжеловатыми, как и его прославленный контрапост. Однако сам скульптор, по свидетельству Павсания, утверждал, что «у него не было иных учителей, кроме природы и статуи „Дорифора“ скульптора Поликлета».
Для историков искусства не осталась незамеченной особенность так называемой «постановки фигуры», свойственной творчеству Лисиппа. Б. Р. Виппер писал: «Вместо больших, резко очерченных плоскостей Дорифора… Лёгкостью отличается постановка Апоксиомена. Его ноги расставлены очень широко, он не опирается всей тяжестью тела на одну ногу, как Дорифор, а легко балансирует, как бы покачиваясь с одной ноги на другую и, кажется, вот-вот изменит свою позу. Именно эта мимолётность, переменчивость, которую мы чувствуем в статуе Апоксиомена, это подвижное равновесие и составляет главное завоевание Лисиппа». У статуи, добавляет Виппер, «почти нет главной точки зрения», одного из основных признаков скульптуры периода классики, она свободно «движется в пространстве», и в этом смысле «Лисипп может быть назван наиболее чистым „пластиком“ из всех мастеров греческой скульптуры». Остаётся добавить, что в большинстве римских реплик, эта особенность творчества Лисиппа, была упущена, и опорная нога Апоксиомена кажется просто неправильно поставленной. Плиний отмечал, что Лисипп «обычно говорил», что в то время как другие художники «создавали людей такими, какие они есть на самом деле, он делал их такими, какими они казались».

## Другие произведения
Плиний также упоминает использование темы «Апоксиомена» другими скульпторами, в частности его учеником Дедалом Сикионским. В 1896 году в Эфесе были найдены фрагменты (234 отдельных обломка) бронзовой статуи, которые сейчас находятся в Музее истории искусств Вены. Она изображает атлета, который чистит руки от пыли и пота. Предположительно, это работа самого Поликлета.
Полностью сохранившаяся бронзовая статуя «Апоксиомена», со стригелем в левой руке, найдена Рене Вутеном в северной части Адриатического моря, между островами Веле Орюле и Козяк, вблизи острова Лошинь (Хорватия) в 1996 году. Скульптура лежала на морском дне, покрытая губками и морскими отложениями. Все части статуи сохранились, хотя голова откололась от тела. Скульптура имеет высоту 192 см и является копией древнегреческой (II—I в. до н. э.) статуи «Апоксиомена» Лисиппа. Скульптура была впервые выставлена в Музее Мимара в Загребе как «Хорватский Апоксиомен». В настоящее время постоянно находится в Музее Апоксиомена в Мали-Лошине (Хорватия), в специально отреставрированном Старом дворце.
Реплика неизвестного мастера неоаттической школы из коллекции Медичи хранится в галерее Уффици во Флоренции. Наряду с целыми статуями, музеи мира хранят и фрагменты античных «Апоксиоменов». В петербургском Эрмитаже находится копия головы, найденная в XIX в..
Другая бронзовая голова с начала XVIII века находилась в коллекции Бернардо Нани в Венеции (в наше время — в Музее Искусств Кимбелл, штат Техас), предполагают, что её нашли на Пелопоннесе. Голова, как и у хорватского Апоксиомена, имеет губы, инкрустированные медью, а глаза — стеклом, цветным камнем и медью. Ещё полдюжины фрагментов скульптур типа Хорвата—Кимбелла находятся в различных собраниях и представляют собой варианты реплик оригинала Лисиппа, что свидетельствует о его необычайной популярности.
Гипсовые слепки статуи были востребованы в художественных академиях разных стран в качестве учебного пособия, поэтому их тиражировали в большом количестве, в том числе и для музеев. Один из таких слепков в конце 1890-х годов, наряду с прочими шедеврами античной и западноевропейской скульптуры, был заказан И. В. Цветаевым для будущего Музея изобразительных искусств в Москве.
Вариант «Апоксиомена» по гипсовому слепку, хранящемуся в Императорской Академии художеств, создан в технике гальванокопии в 1851 году в мастерских немецкого мастера И. А. Гамбургера в Санкт-Петербурге. Вместе с другими «гальваническими копиями» скульптура установлена в Екатерининском парке Царского Села на Гранитной террасе, построенной по проекту Л. Руска в 1808—1810 годах.

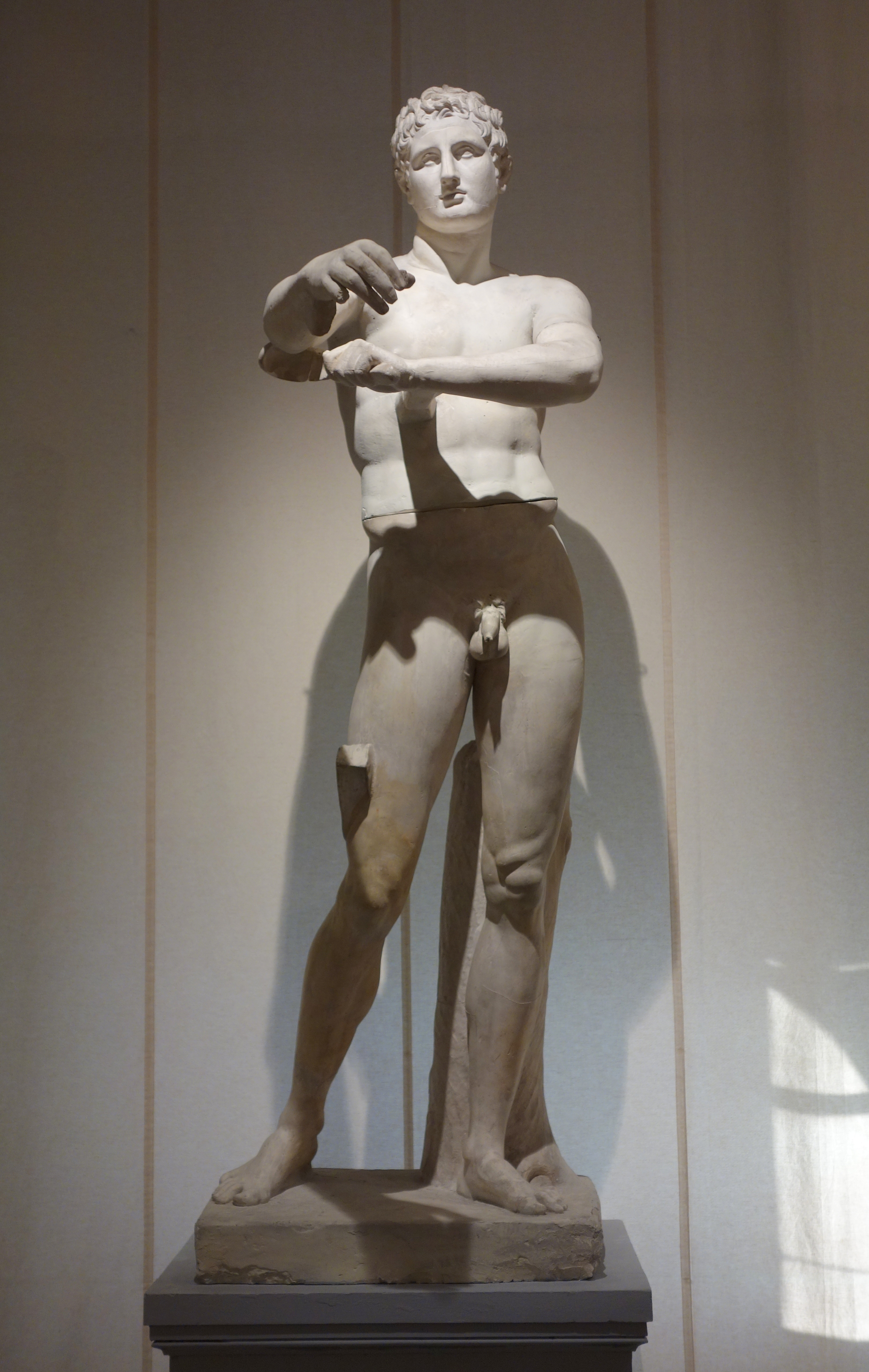
Апоксиомен. 1800-е гг. Мрамор. Ватикан
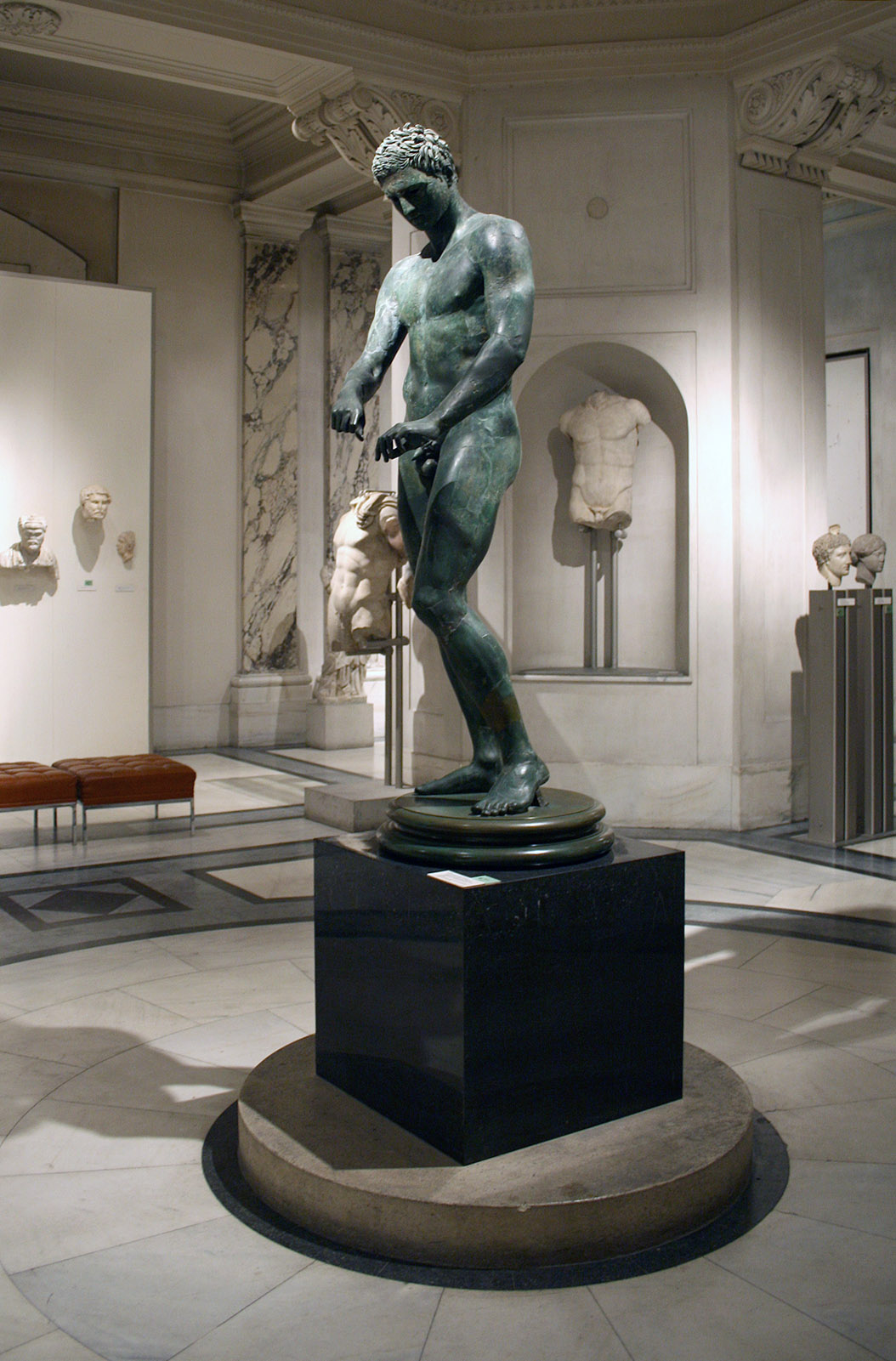
Апоксиомен из Эфеса. Бронза. Эфесский музей. Хофбург, Вена
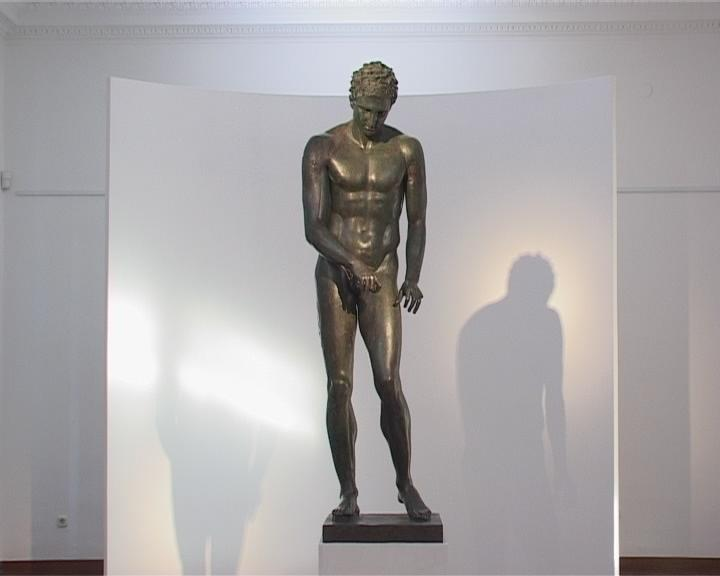
Хорватский Апоксиомен. II—I в. до н. э. Мали-Лошинь, Хорватия
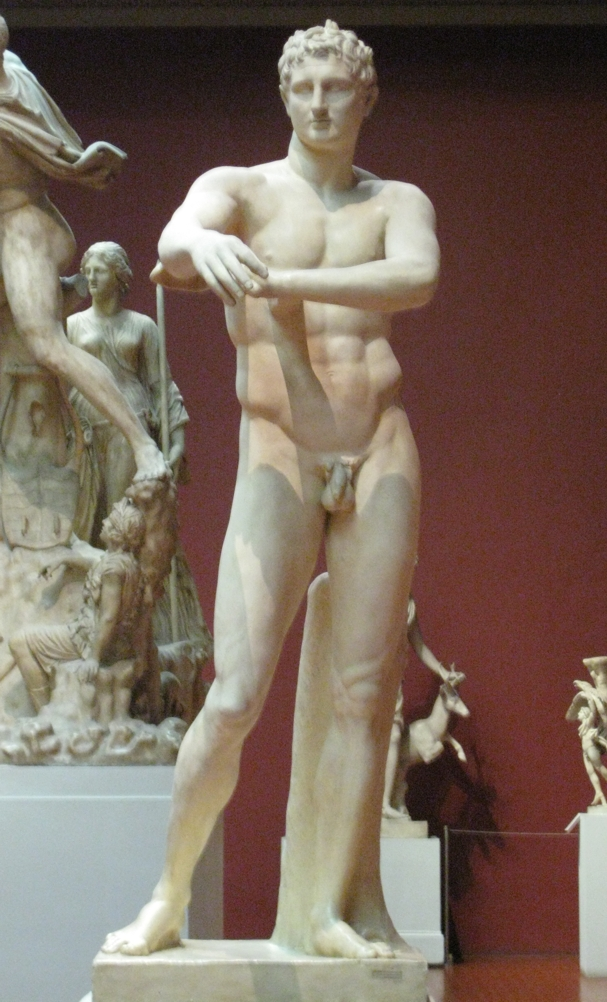
Слепок статуи в Музее изобразительных искусств им. А. С. Пушкина, Москва
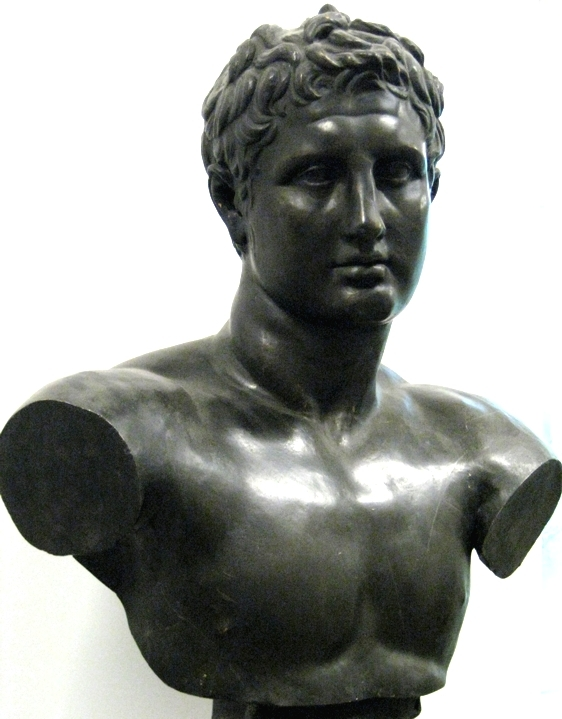
Тонированный слепок. Музей изобразительных искусств им. А. С. Пушкина, Москва
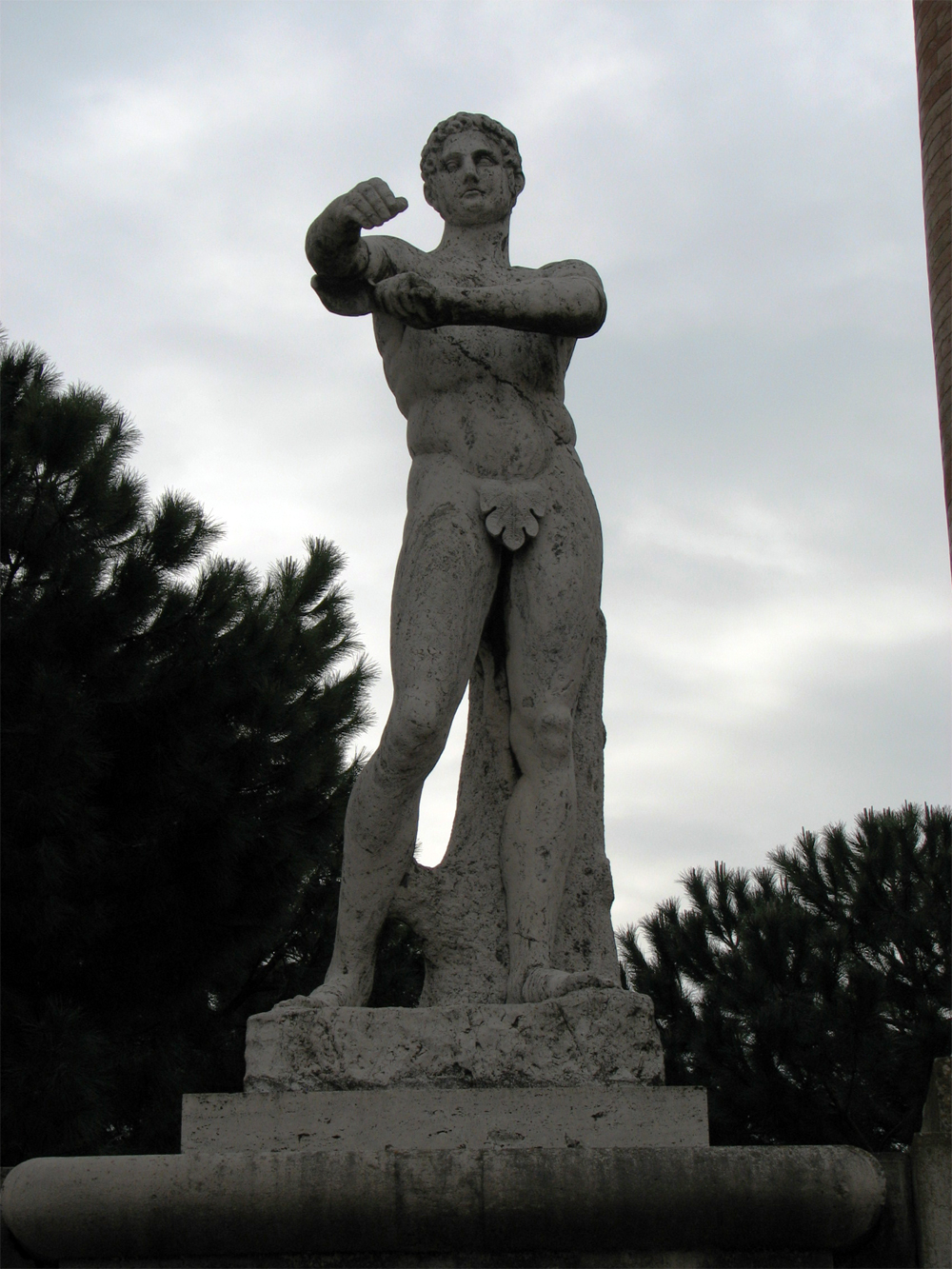
«Мемориал павшим». Ч. Баццани. 1932. Мачерата, Италия (Марке)
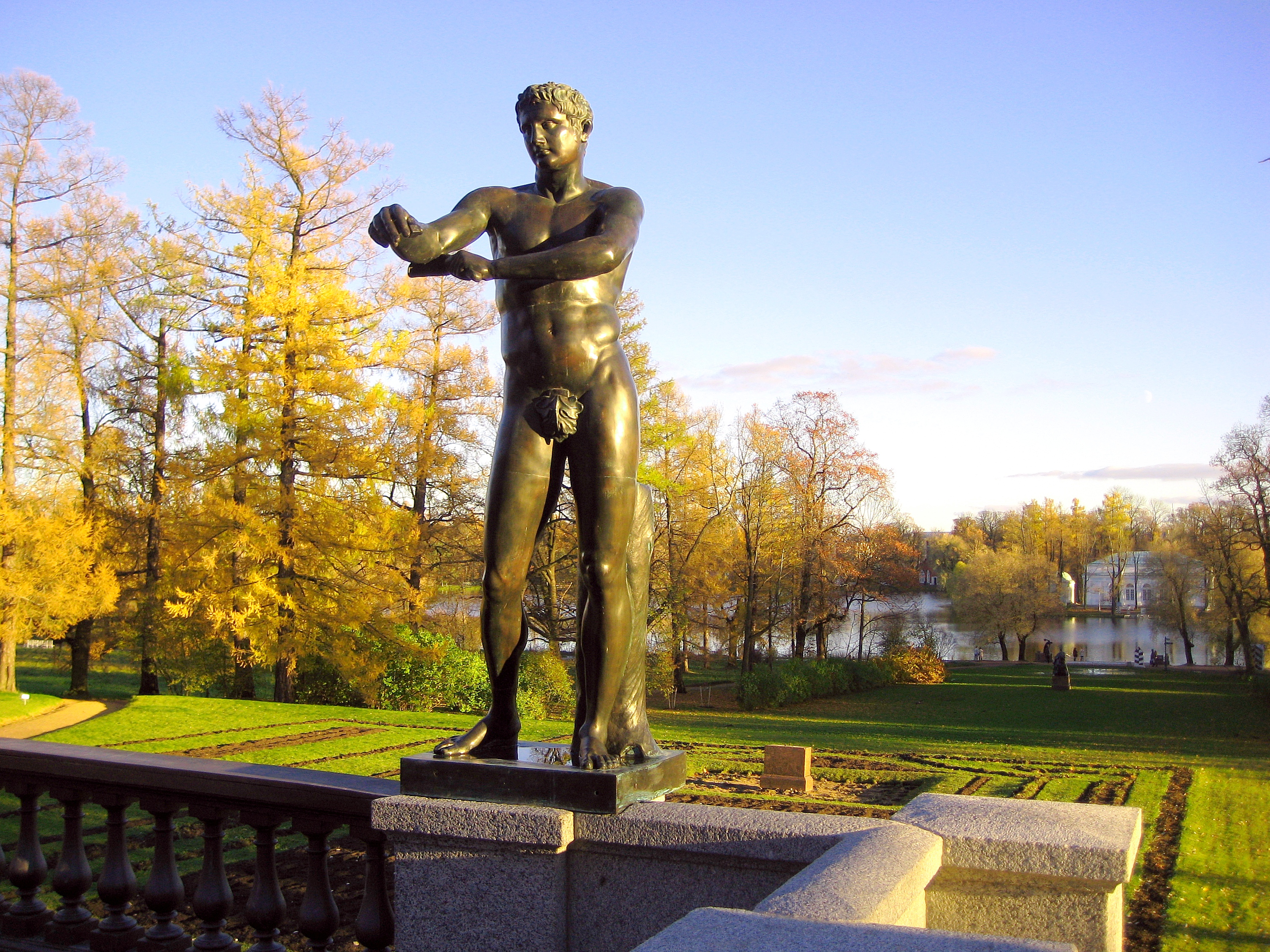
«Царскосельский Апоксиомен». 1851. Гальванокопия. Гранитная терраса, Екатерининский парк Царского Села